# Furud

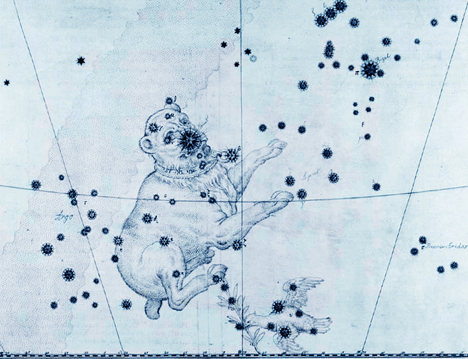
Ilustración del Canis Mayor en el Atlas de Uranometria

Furud (ζ Canis Majoris / ζ CMa / 1 Canis Majoris) es una estrella en la constelación del Can Mayor de magnitud aparente +3,02. Su nombre proviene del árabe فرد, al-furud, que significa «los solitarios». Se encuentra a 336 años luz de distancia del sistema solar.
De color blanco-azulado, Furud es una estrella de la secuencia principal —en su núcleo se produce la fusión de hidrógeno— de tipo espectral B2.5V. Es una estrella caliente de 21.500 K de temperatura, y como tal una parte importante de su radiación es emitida en la región ultravioleta, siendo 4020 veces más luminosa que el Sol.
Su velocidad de rotación proyectada es de solo 25 km/s —un valor muy bajo para una estrella de sus características—, sugiriendo que su eje de rotación está orientado aproximadamente hacia la Tierra. Siendo su radio 4,6 más grande que el radio del Sol, el período de rotación es inferior a 9 días. 
Aunque con una masa de 8 masas solares se halla cerca del límite por encima del cual las estrellas explotan en forma de supernova, probablemente terminará su vida formando una nebulosa planetaria con una enana blanca masiva en su centro.
Furud es una estrella binaria, de las llamadas binarias espectroscópicas, en donde las dos componentes están tan cerca que no se pueden resolver visualmente. Solo se sabe que el período orbital del sistema es de 675 días. Una compañera visual de magnitud +7,7 separada 3 minutos de arco es solo una compañera óptica.